# Парк 2800-летия Еревана
Парк 2800-летия Еревана (арм. Երևանի 2800-ամյակի այգի) ― общественный парк в административном районе Кентрон города Еревана, который также известен как парк Варданянов. 
Открытие  парка состоялось 10 мая 2019 года. Данный парк ― подарок меценатов Микаела и Карена Варданянов, посвященный 2800-летию основания Ереванa. 
Парк находится в окружении улиц Италии, Бейрута, Мовсеса Хоренаци и Святого Григория Просветителя. Он начинается от памятника Степану Шаумяну и заканчивается у памятника Александру Мясникяну.

## История

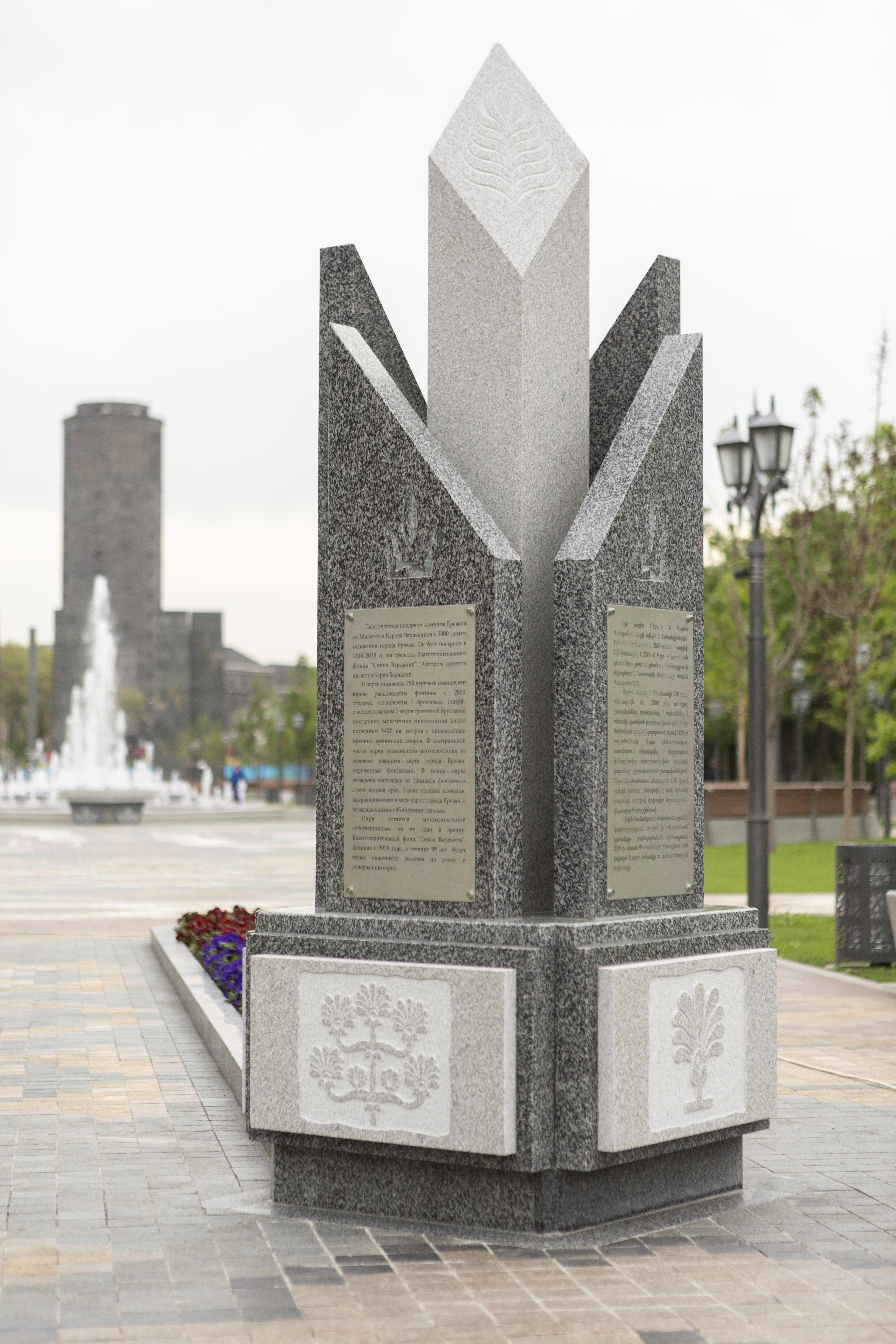
Мемориал Благотворительного фонда «Семья Варданян»

Ранее эта территория была крайней частью Английского парка. После строительства улицы Италии в 2002 году эта часть стала заброшенной. Из-за запущенного состояния и отсутствия должного ухода данная территория перестала служить в качестве общественного парка.
В начале 2018 года началось и в 2019 году завершилось строительство Парка 2800-летия Еревана. На разработку проекта парка ушло полгода и еще полтора года на его постройку. Согласно новому архитектурному проекту, во время строительства в парке произошли кардинальные изменения, вплоть до замены земли территории парка.
Церемония торжественного открытия парка состоялась 10 мая 2019 года при участии премьер-министра Армении, мэра Еревана и многочисленных гостей. Парк полностью построен на средства Благотворительного фонда «Семья Варданян». Автором проекта является Карен Варданян. Осуществление данного проекта обошлось в 5 млн 300 тысяч долларов США.
В течение 2020-2022 годов по инициативе и при финансировании Микаела и Карена Варданянов были проведены реставрационные работы мемориального комплекса, находящегося в аварийном состоянии .
Помимо строительства парка, Благотворительный фонд «Семья Варданян» взял на себя обязательства по уходу и содержанию парка в течение последующих 99 лет начиная с 2019 года.

## Зелёная территория
Зеленая территория парка простирается на 7500 кв.м. В парке посажено 369 деревьев 70 видов. Для посадки в парке было импортировано 250 специально подобранных с учетом климатических условий страны уникальных и экзотических для Армении деревьев, таких как магнолия длиннозаострённая, стюартия псевдокамеллия и другие. В парке также расположены разноцветные красочные цветочные клумбы. С двух сторон парк окружен изгородью из кустов бирючины обыкновенной. Газон орошается автоматизированной капельной и спринклерной автономной системой. Во избежание причинения неудобств посетителям орошение проводится исключительно в ночное время.

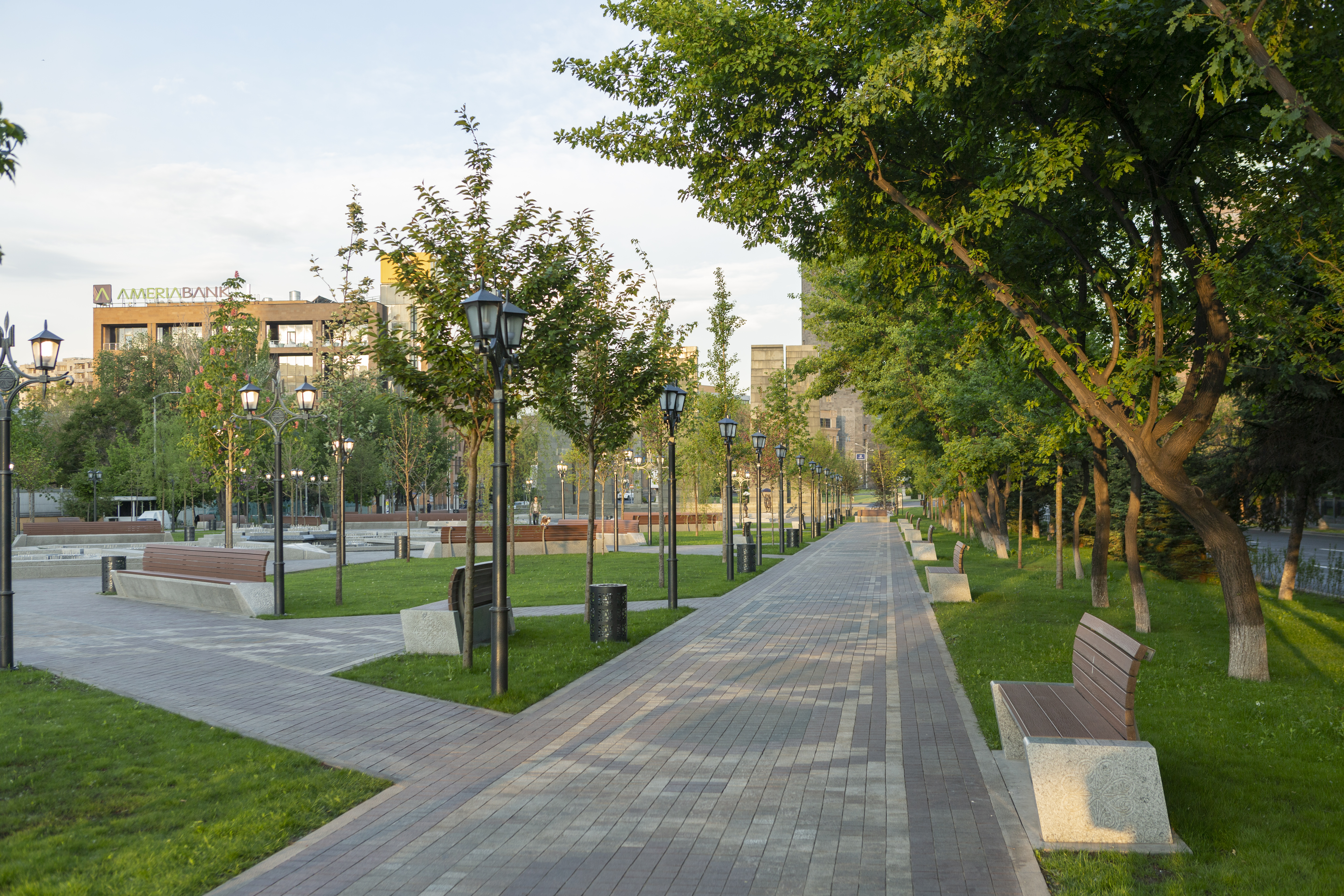
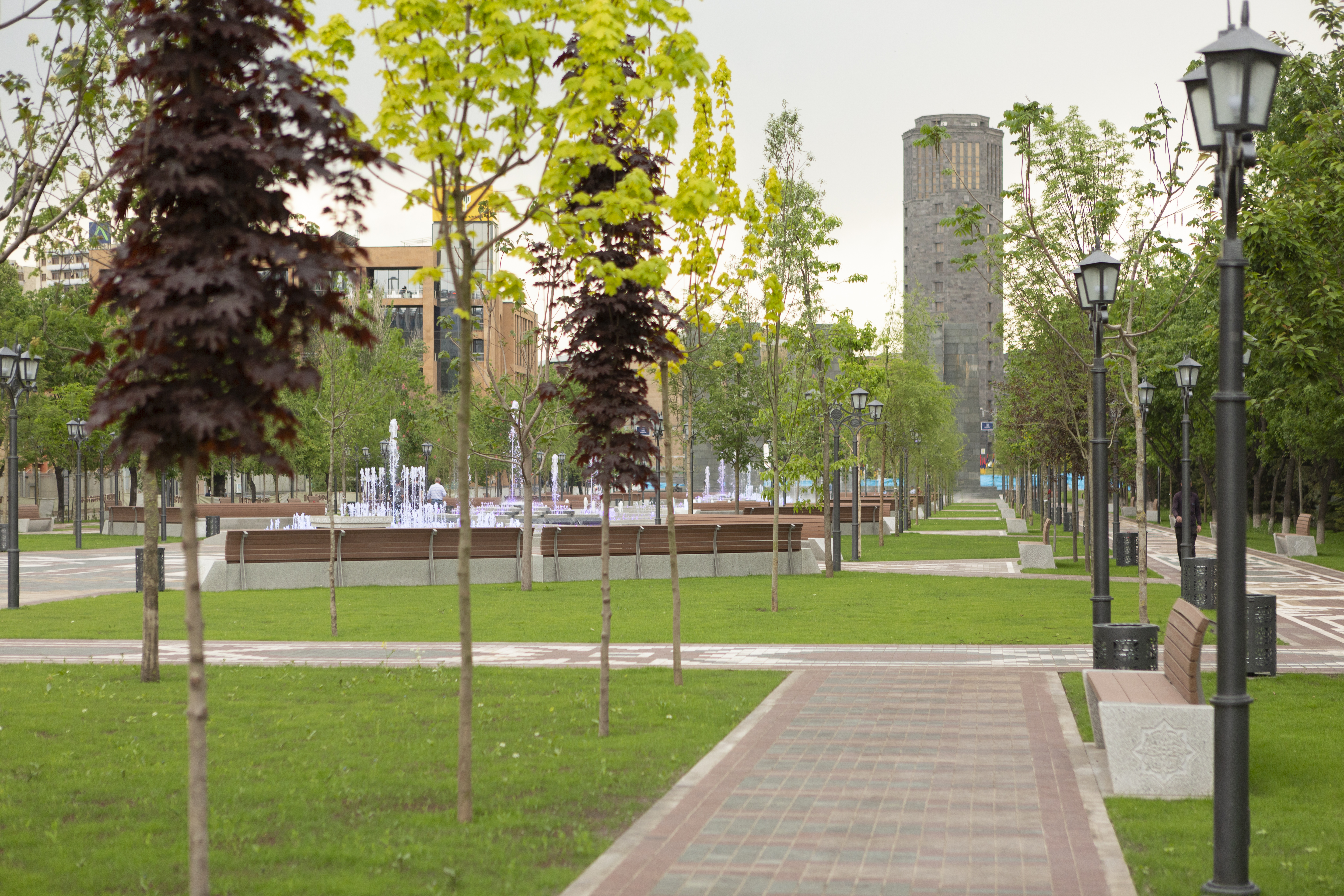
Озеленённая часть парка
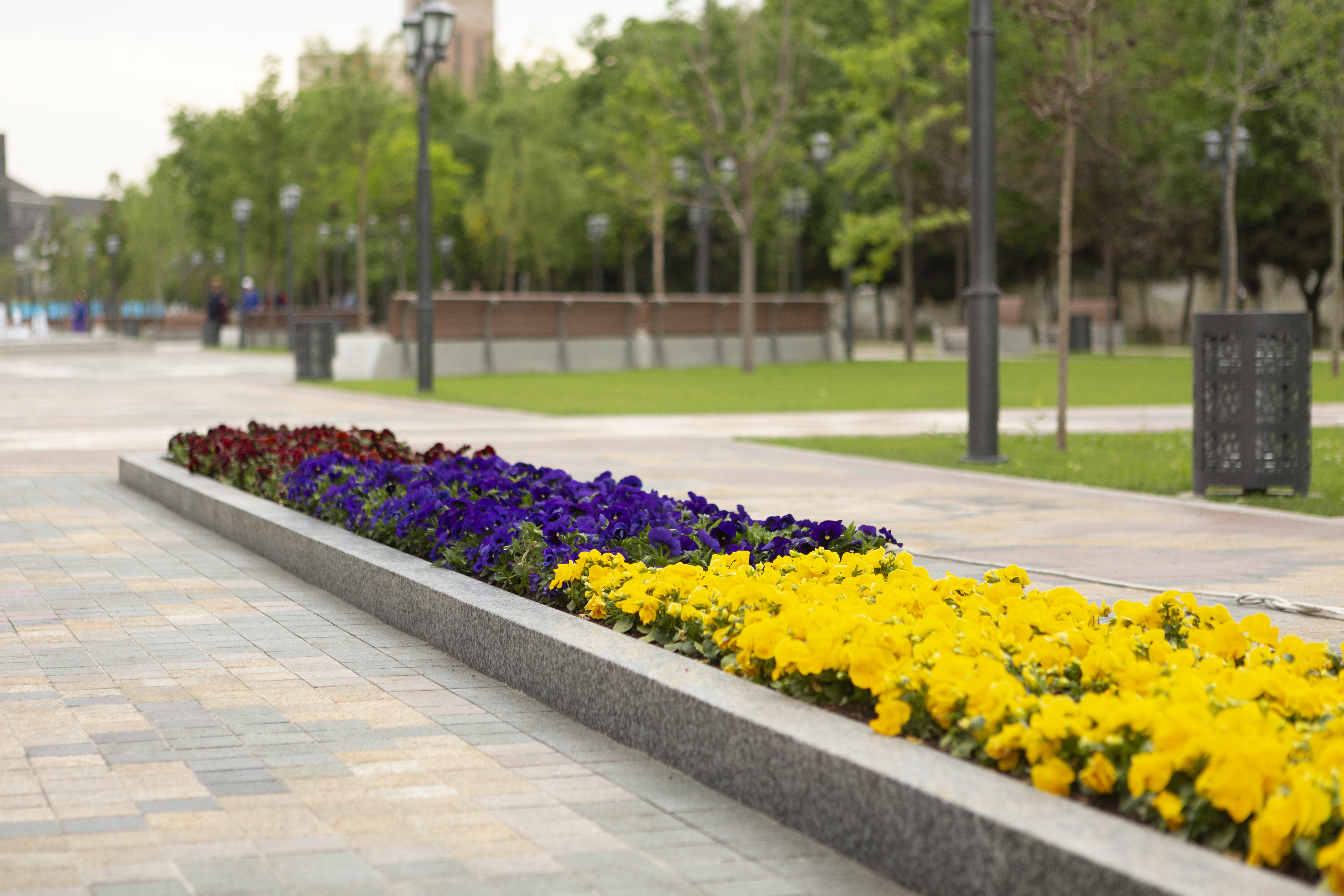

## Фонтаны
Фонтаны парка начинают работать ежегодно с начала мая до конца октября, в зависимости от погодных условий. Каждый день все фонтаны включаются в 11:00 и работают до 24:00, а в мае и в октябре – до 21:00. Освещение фонтанов автоматически включается вечером с наступлением темноты и отключается в 24:00.
В парке установлено 5 видов фонтанов с цветовым освещением и с гранитными бассейнами: пешеходный, с возвышающимися водными струями, вращающийся, пенящийся и арочный. Бассейны фонтанов в парке выложены двухцветной гранитной плиткой с выгравированными армянскими традиционными узорами.
Фонтанный комплекс состоит из 10 бассейнов- 5 по каждую сторону, и фонтанов с 2800 водными струями, украшенных армянскими орнаментами из алюминия. По двум краям фонтанного комплекса установлены питьевые фонтанчики. Гранитные и алюминиевые узоры каждого из 10 бассейнов отличаются оригинальностью и неповторимостью.
В центральной части парка расположена карта из розового кварцита с выгравированными названиями 12 административных районов Еревана. Карта окружена фонтанами.
В парке также возведена водная арка, состоящая из тридцати фонтанных струй. Согласно поверьям посетителей, прохождение под водной аркой фонтана обладает исцеляющим эффектом.
В парке также расположена площадь, выгравированная в виде карты города Ереван в уменьшенном масштабе, с возвышающимся 45 водными струями. Она оборудована четырьмя сенсорами, с помощью которых прикосновением можно поменять динамику работы фонтана. Вечером площадь окружается периодически исходящими с поверхности земли завесами из тумана с разноцветным освещением. На карте синим гранитом отображена река Раздан с 4 мостами.
В отличие от обычных фонтанов, для поддержания красивого внешнего вида фонтанов Парка 2800-летия Еревана и обеспечения безопасности и комфорта посетителей, в парке построено сверхмощное подземное сооружение с бассейнами, с современными системами трубопроводов и насосов для осуществления технического ухода.  

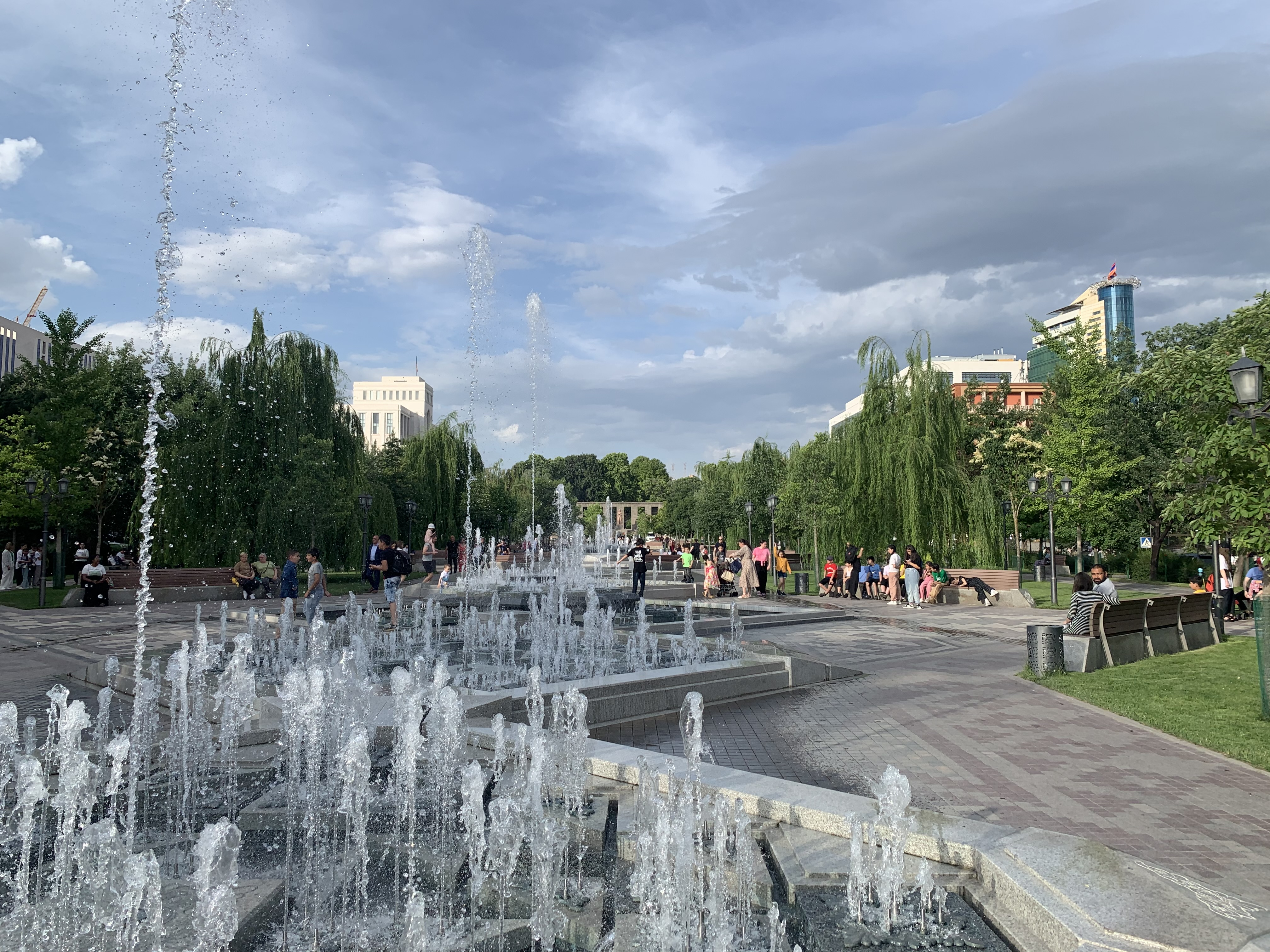
Кварцитовая карта с гравировкой 12 административных районов Еревана
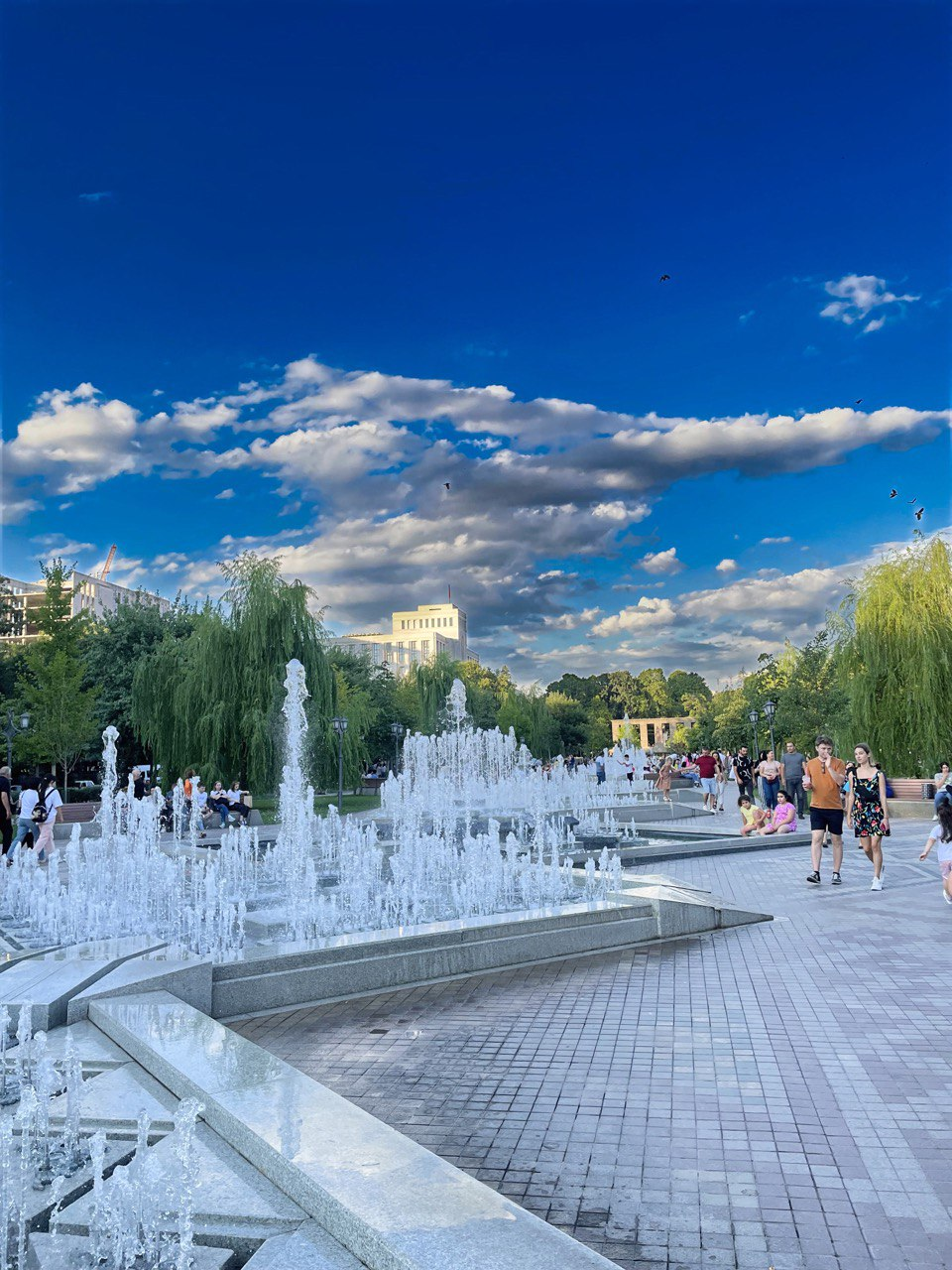
Фонтаны с облицованными гранитом резервуарами
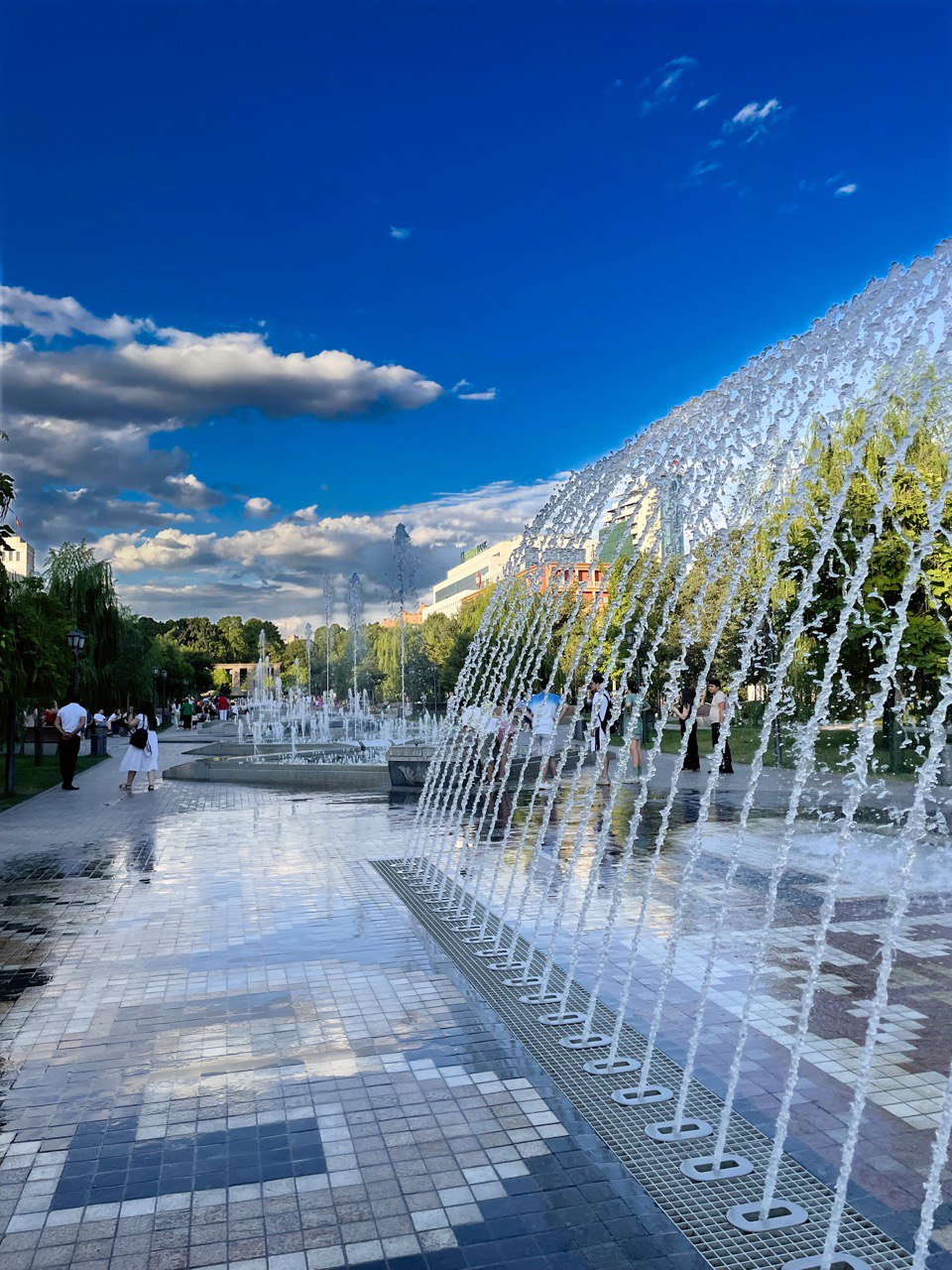
Водная арка с 30 струями
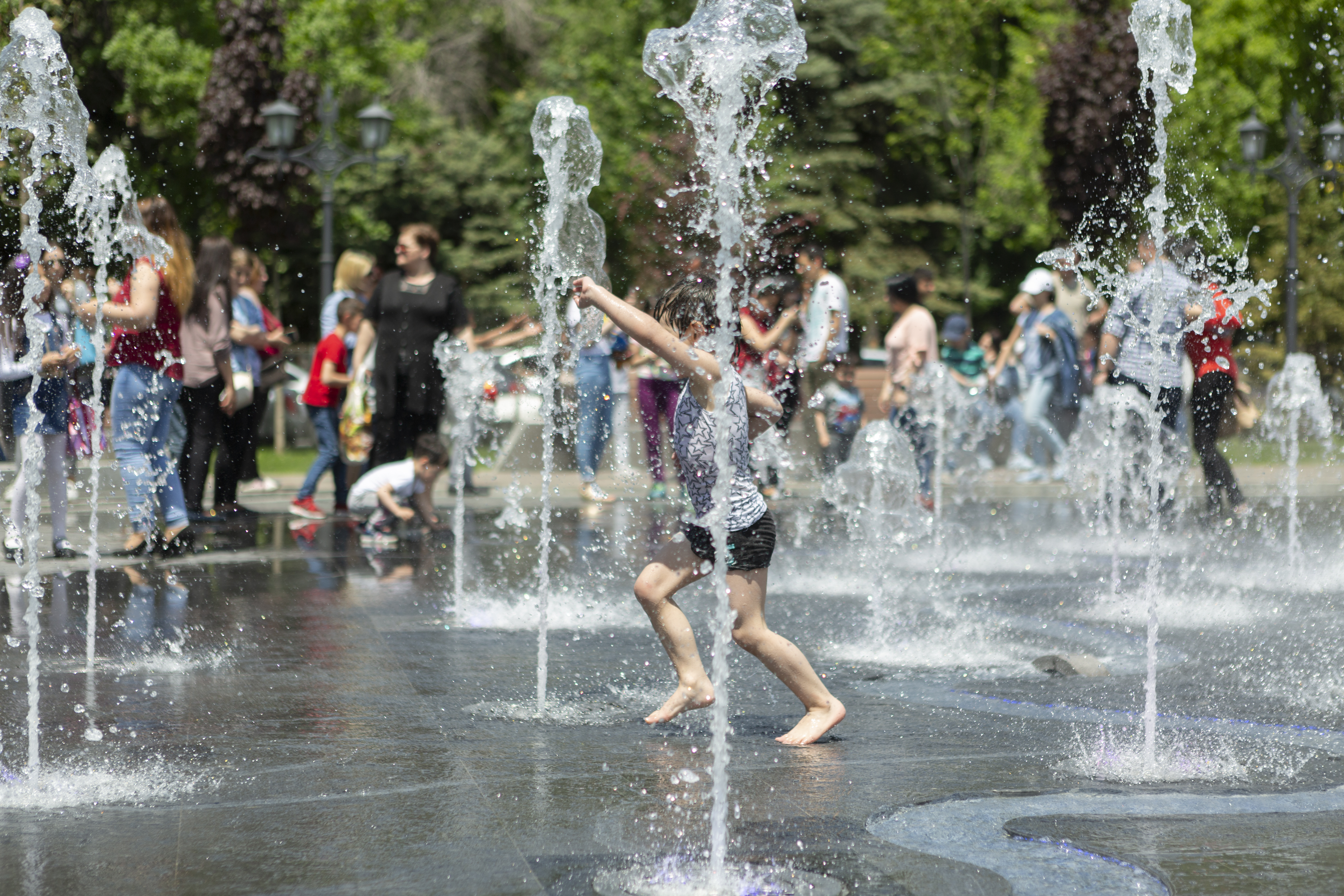
Гравированная площадь в форме карты Еревана с 45 восходящими водяными струями
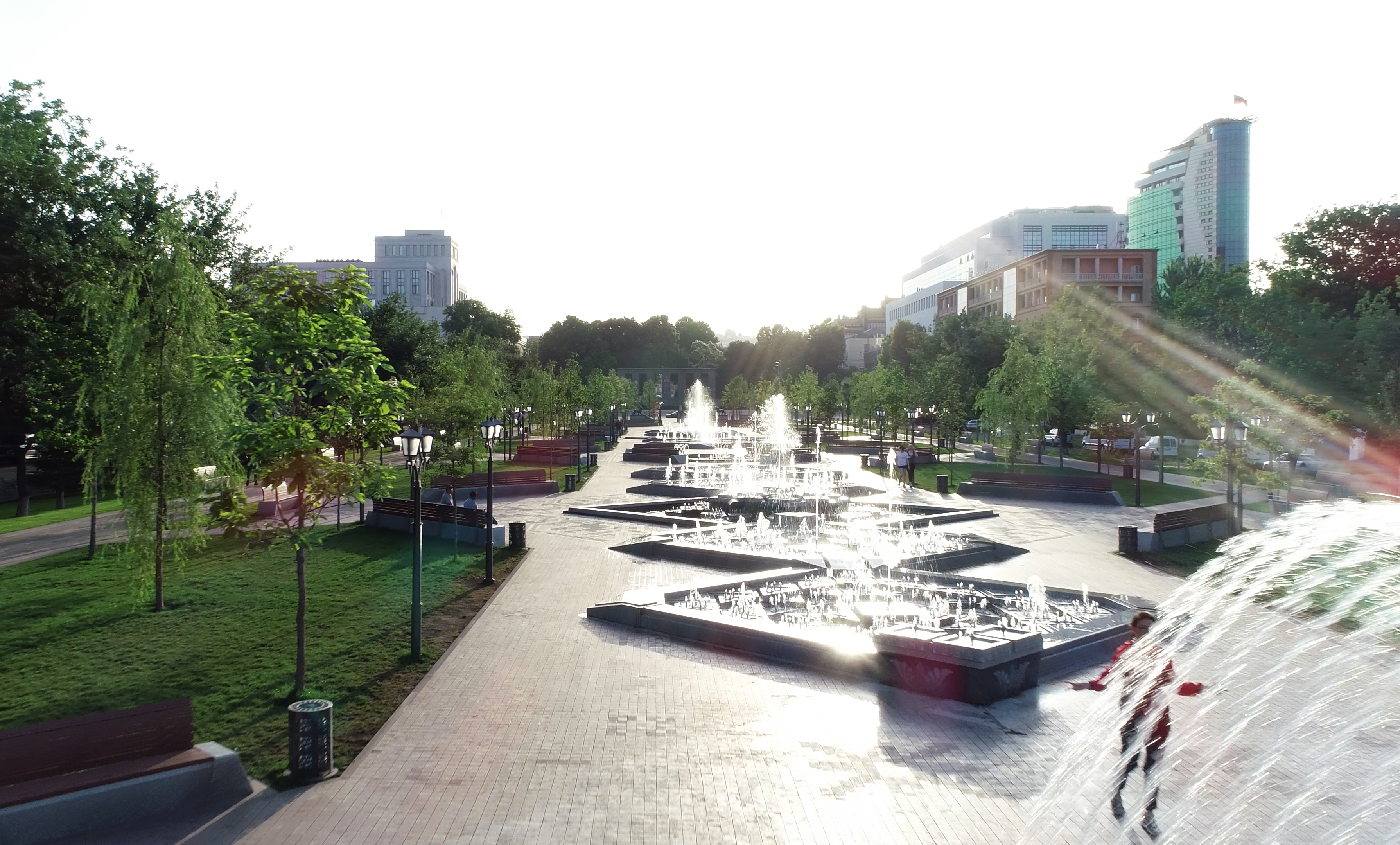
Общий вид фонтанов
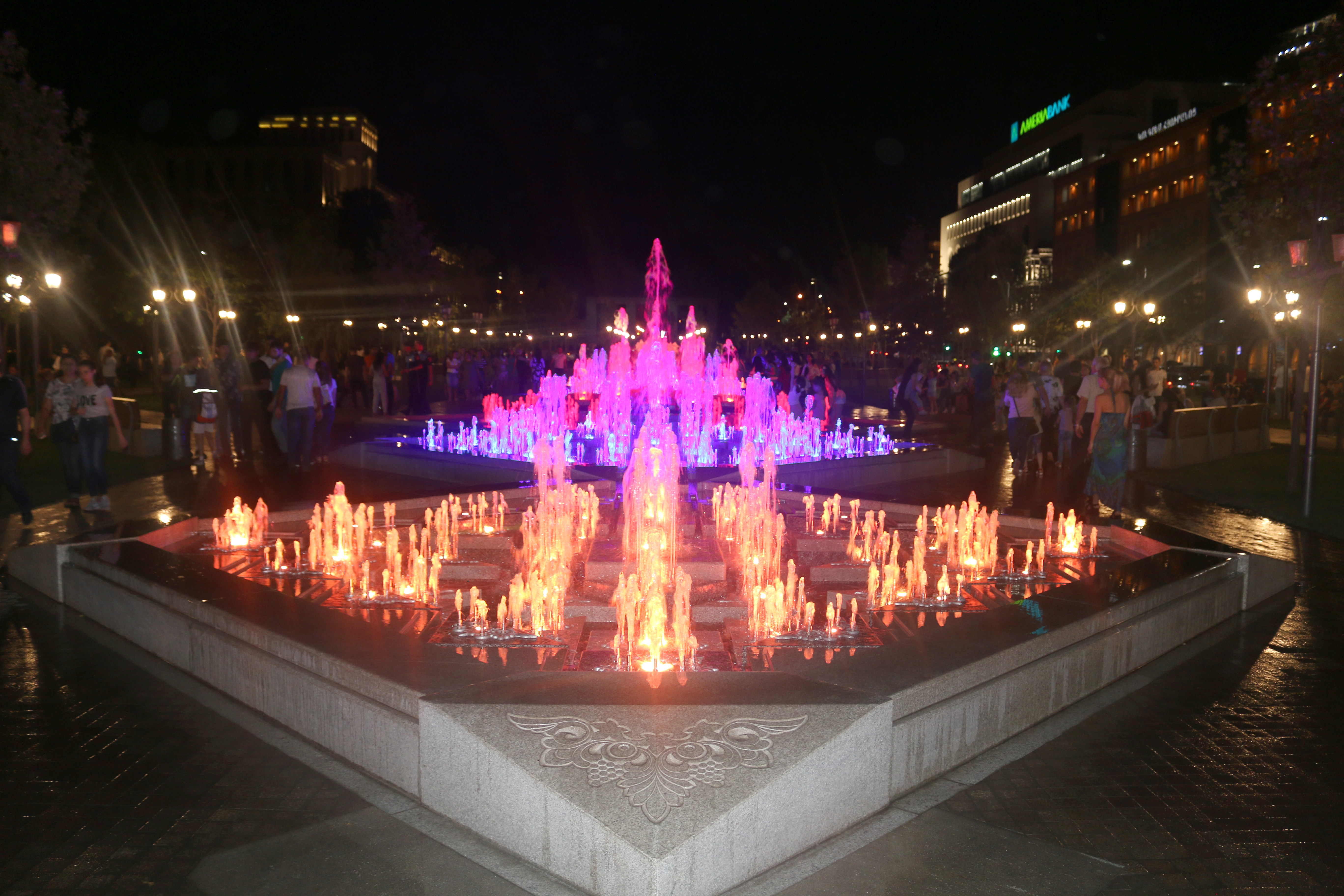
Фонтаны с облицованными гранитом резервуарами
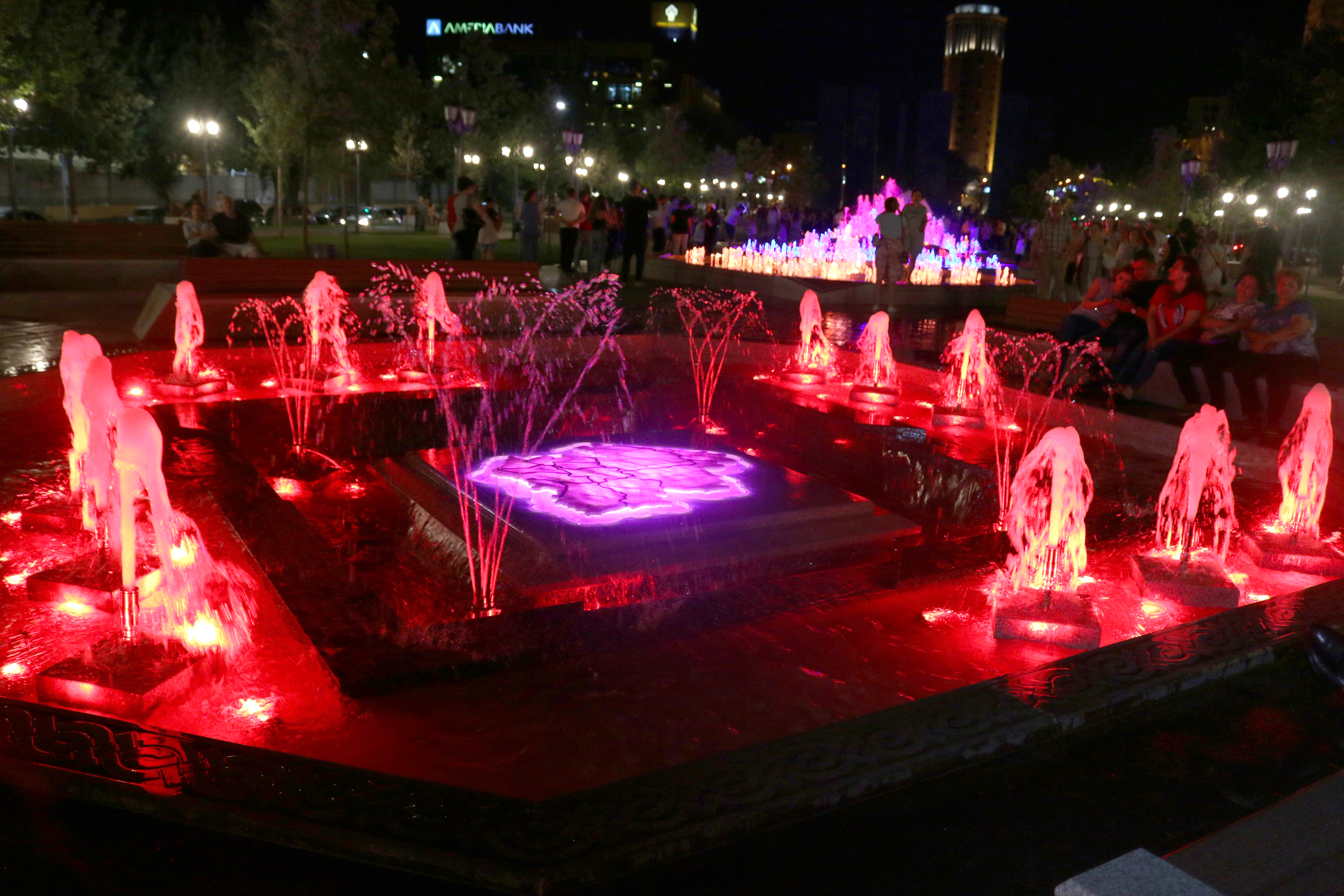
Кварцитовая карта с гравировкой 12 административных районов Еревана
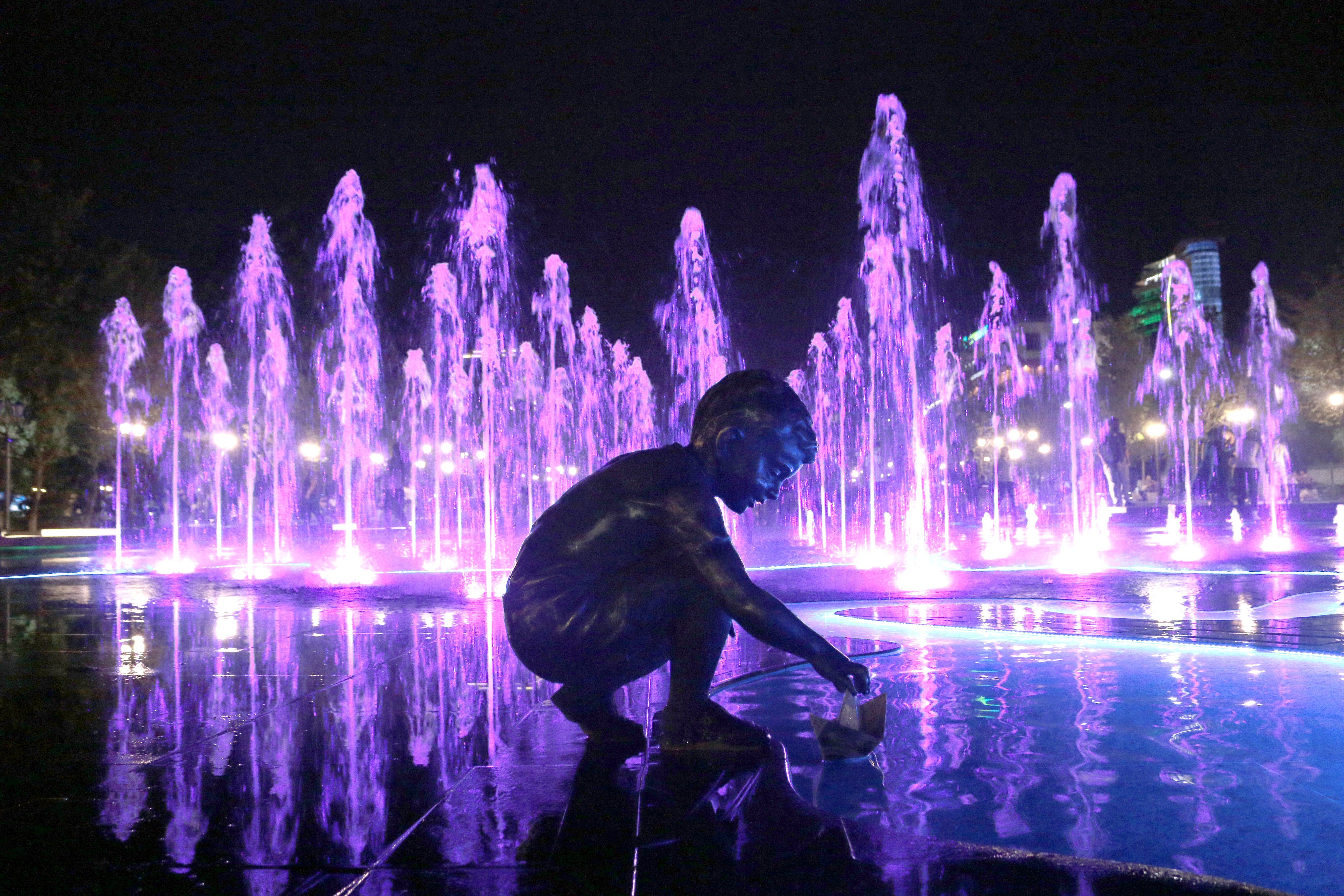
Гравированная площадь в форме карты Еревана с 45 восходящими водяными струями. Скульптура ”Детство”

## Мозаичная аллея
Мозаичная аллея парка общей площадью 5420 кв.м. построена из 500 тысяч гранитных брусчаток 7 цветов, каждая из которых имеет размеры 10 см в длину, 10 см в ширину и 5 см в толщину. Вся поверхность под брусчаткой вымощена бетоном и имеет соответствующую дренажную систему. Узоры мозаичной аллеи парка практически полностью повторяют орнаменты старинных традиционных армянских ковров, а часть орнамента отображает узоры крепости Эребуни урартской эпохи.
В центре мозаичной аллеи расположена дорожка с узорами армянских ковров. Дорожка имеет узкую и продолговатую форму. В основе ее структуры находится система орнаментизации ковров, которым характерна взаимосвязанная череда крупных ромбовидных узоров, в данном случае – ковров типа “Чартар”. Представлена основная композиция ковров позднего периода типа “Хндзореск”, состоящая из символа солнца, представляющего вечное противостояние добра и зла, и из восьми стилизаций дракона, расположенного вокруг него. Узоры “древо жизни”, исходящие от символа Солнца, представляют победу добра и идеи вечной жизни. В центре крупного ромбовидного узора находится линейная версия центрального сегмента “драконового ковра” “Гоар”, сотканного в 1680 году, а углы декорированы стилизованными образами дракона, характерными для “драконовых ковров” типа “Масяцотн” позднего периода, и ступенчатыми ромбовидными узорами, характерными для ковров типа “Чартар”.

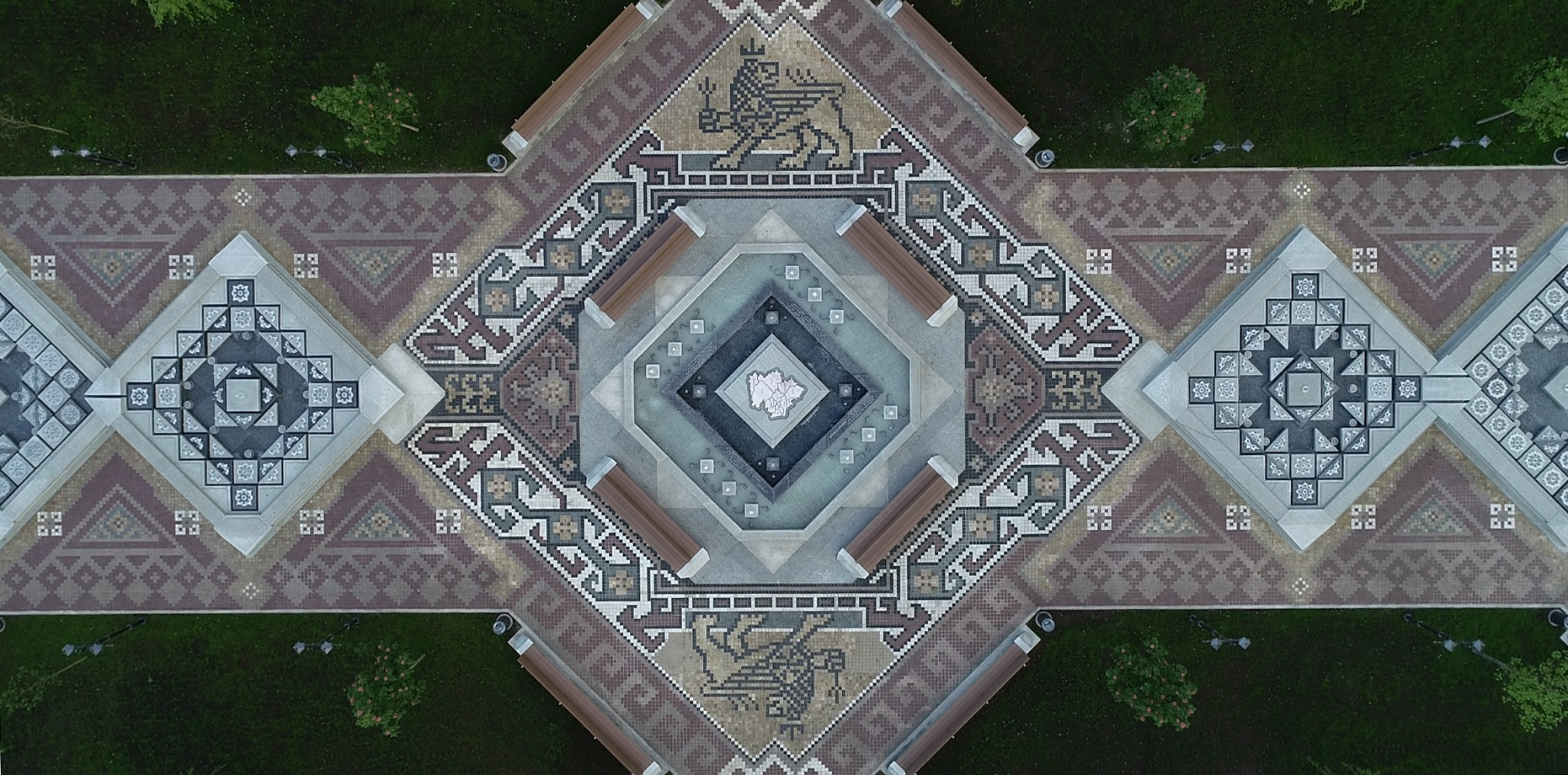
Плитка парка с узорами традиционных армянских ковров
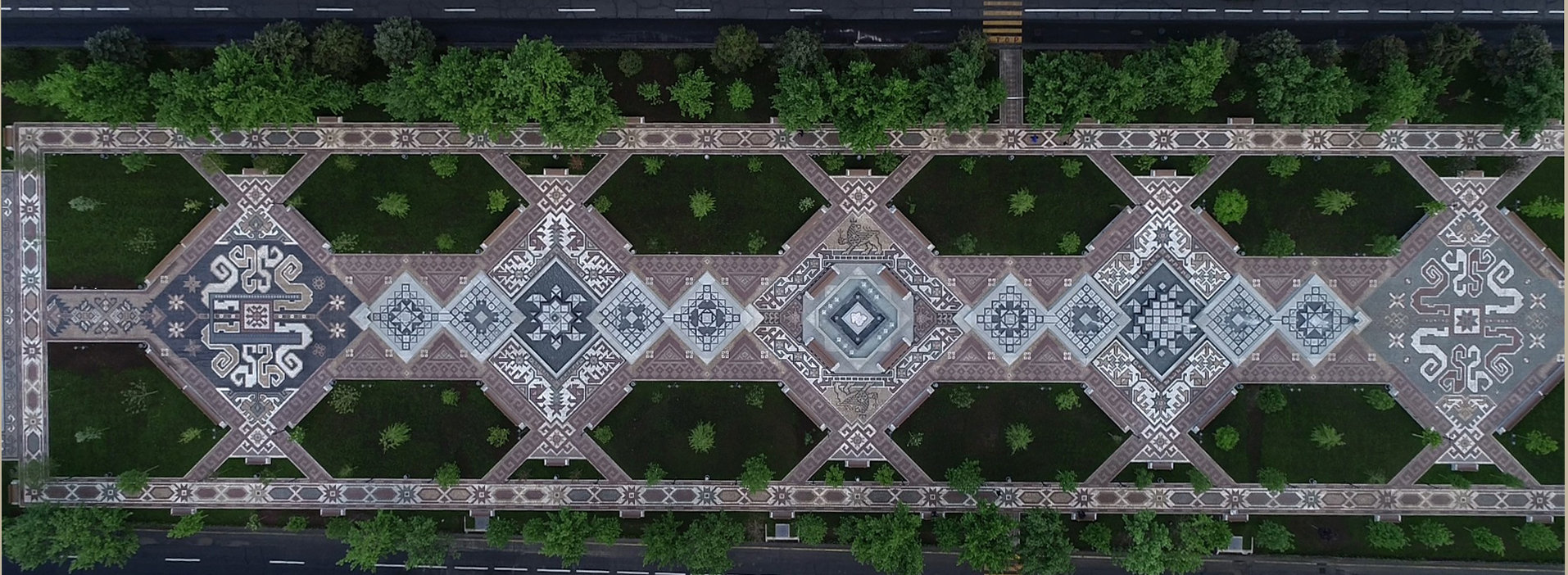
Мозаичная аллея с узорами крепости Эребуни урартской эпохи
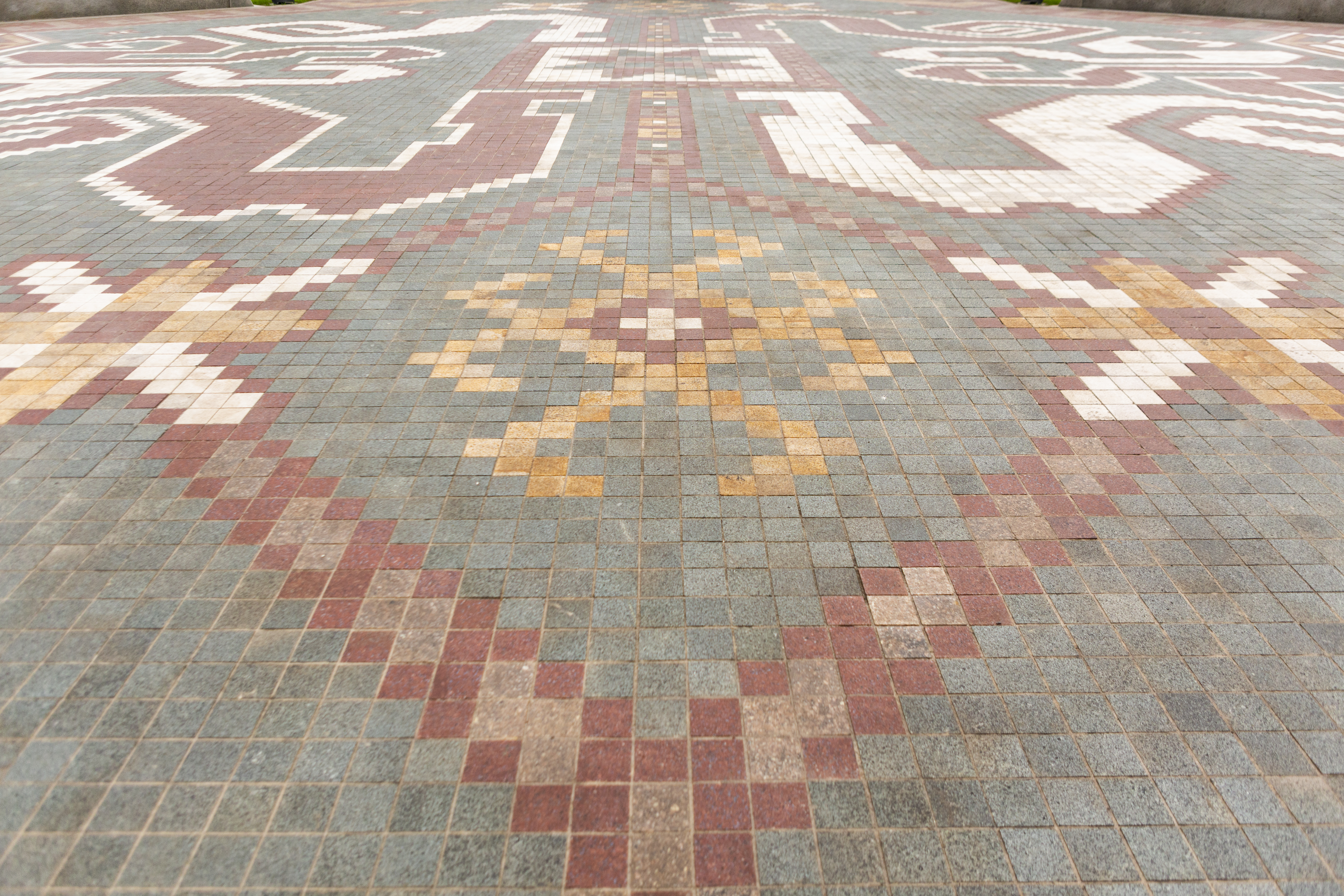
Орнамент центральной розетки драконьего ковра “Хндзореск”
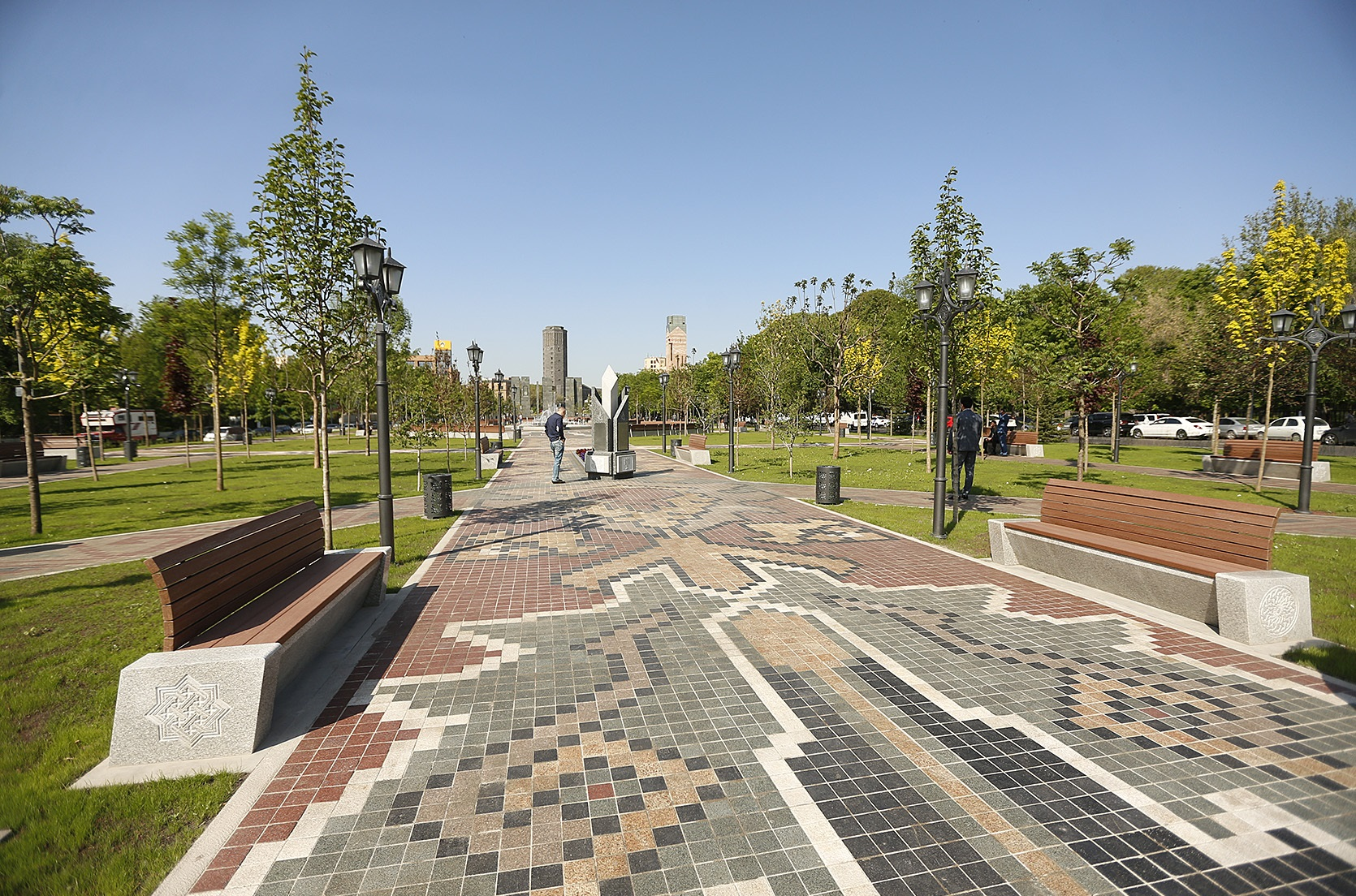
Мощение с орнаментами из драконьего ковра “Гоар”

## Статуи
В парке установлены 7 бронзовых статуй, заказанных и изготовленных специально для Парка 2800-летия Еревана. У входа в парк расположены бронзовые статуи быка и льва, изготовленные по подобию изображений фресок древней крепости Эребуни. В 4 уголках фонтана в форме карты Еревана возведены 4 бронзовые статуи детей (“Воображение”, “Забота”, “Непорочность”, “Счастье”), а также в части, символизирующей Ереванское озеро, установлена статуя ребенка с корабликом (“Детство”). Статуи символизируют образы детей Еревана 1970-1980 годов. 
Статуи, размещенные в парке, выполнены группой скульпторов во главе с Арменом Самвеляном.

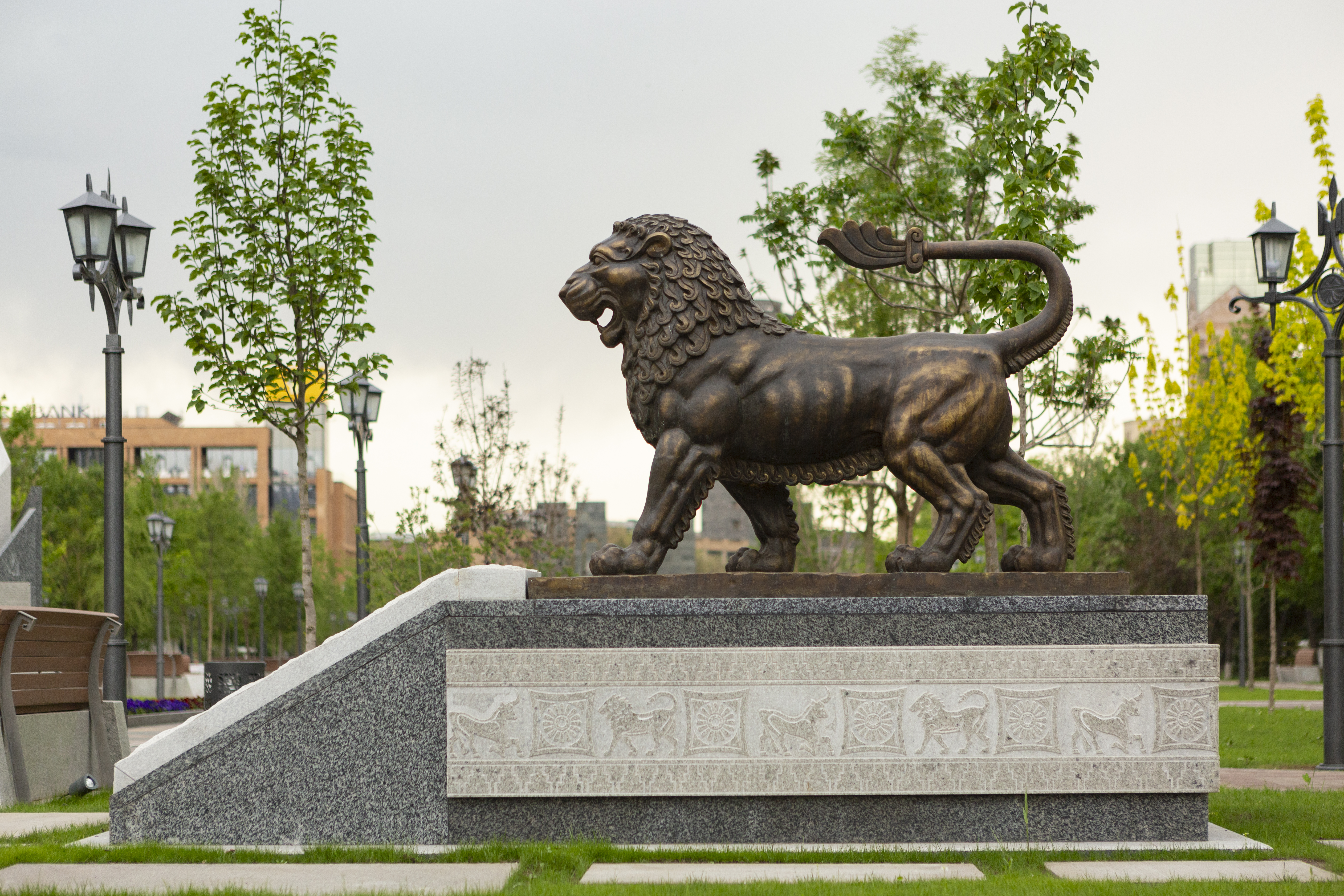
Статуя льва
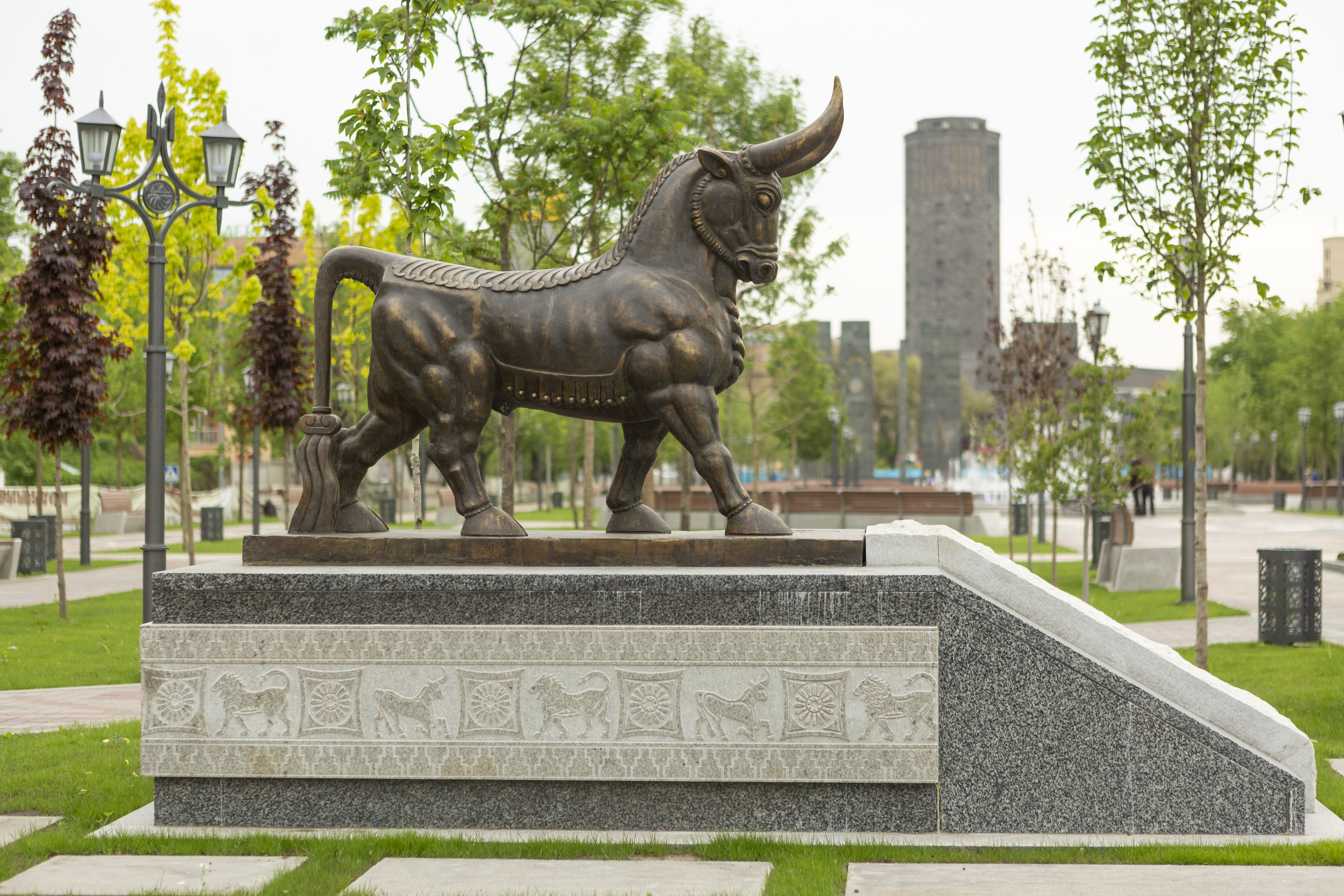
Статуя быка
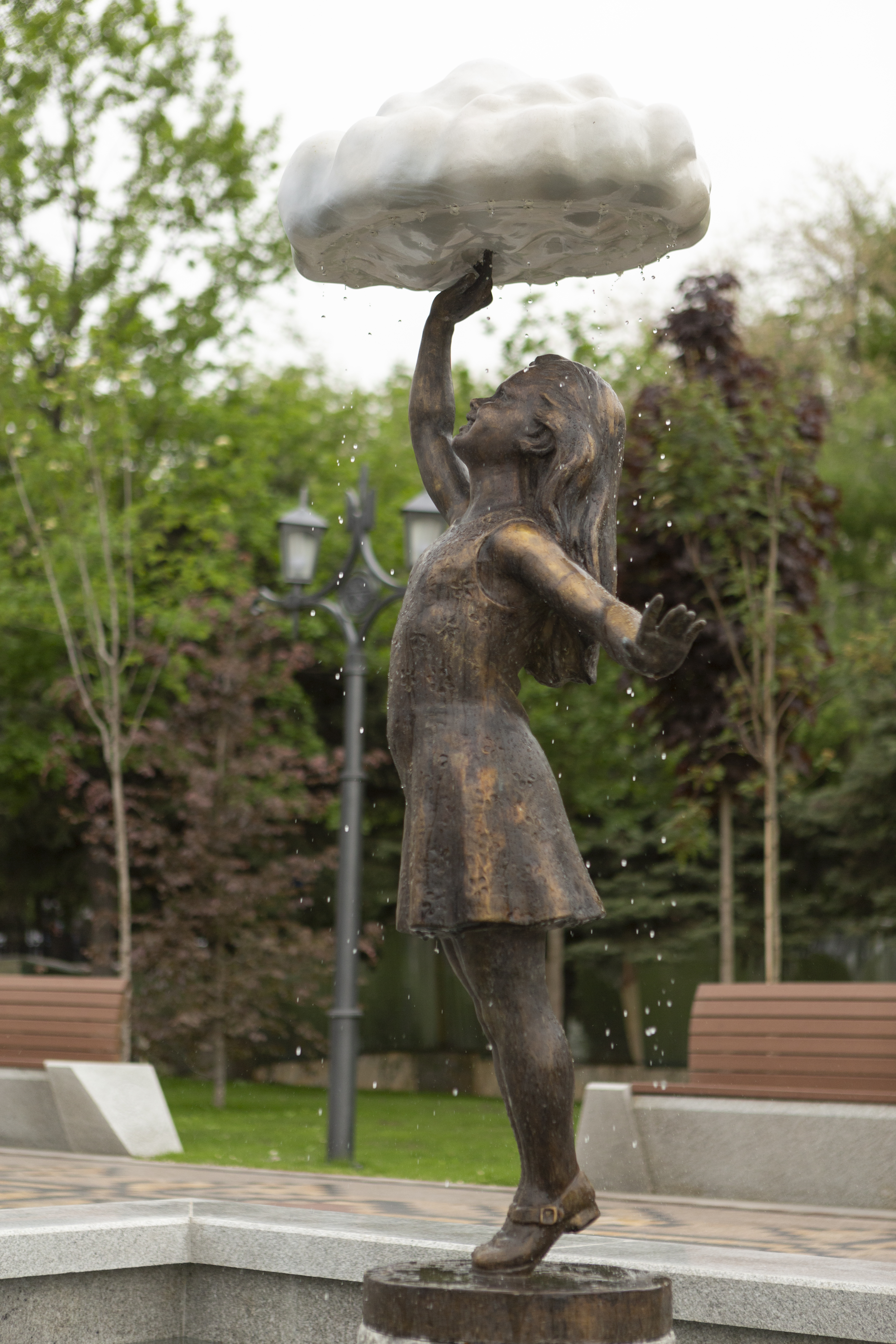
“Воображение”
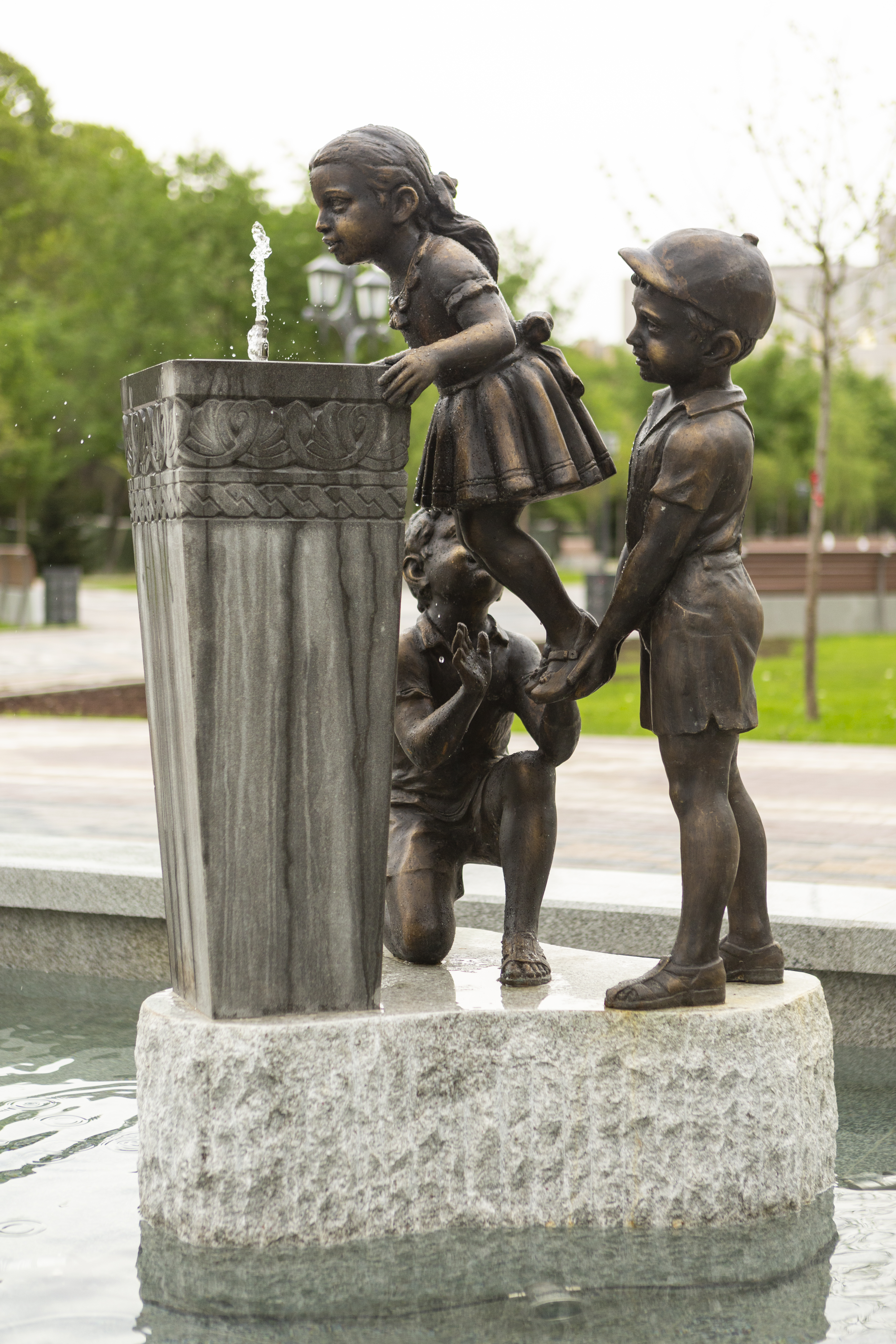
“Забота”
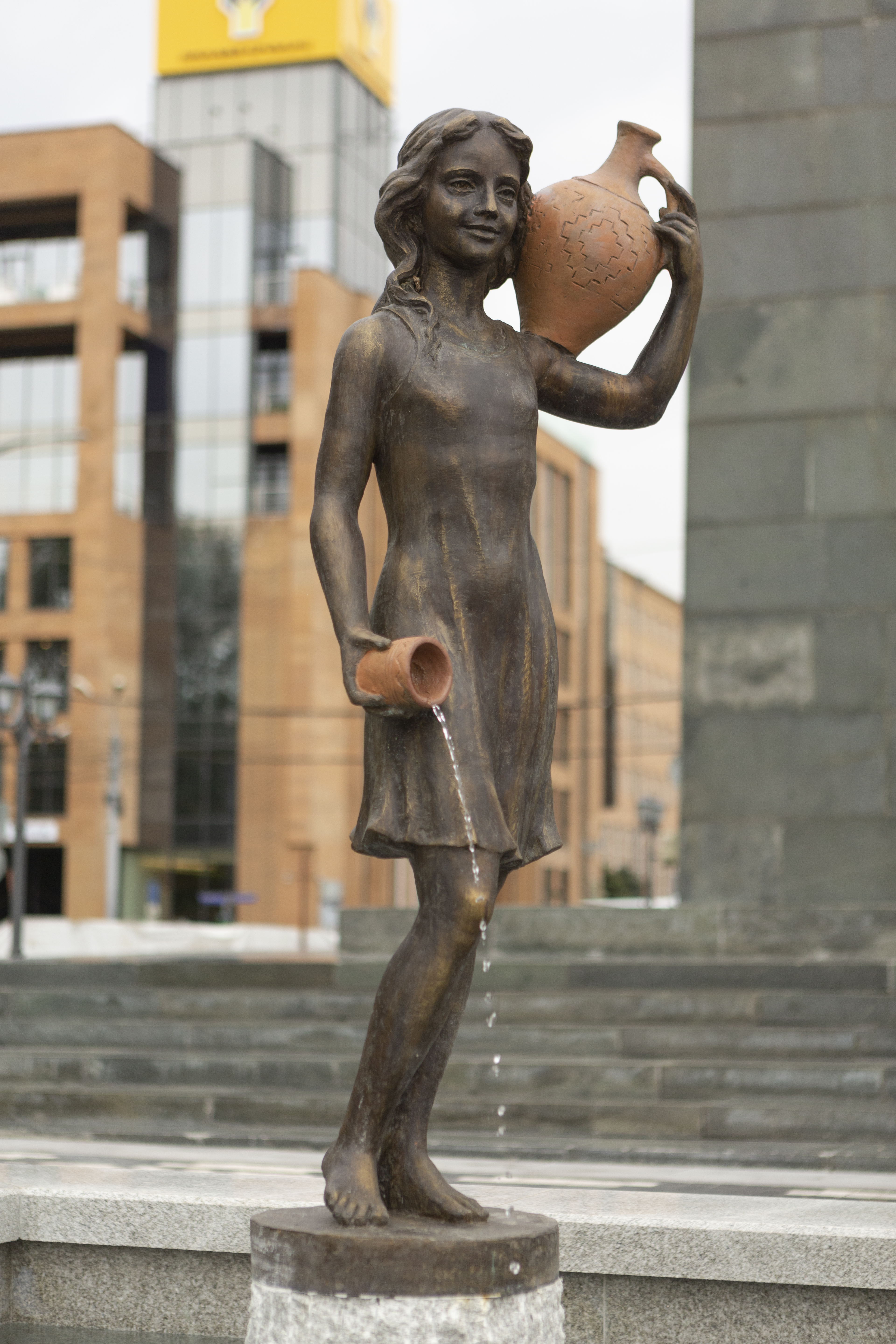
“Непорочность”
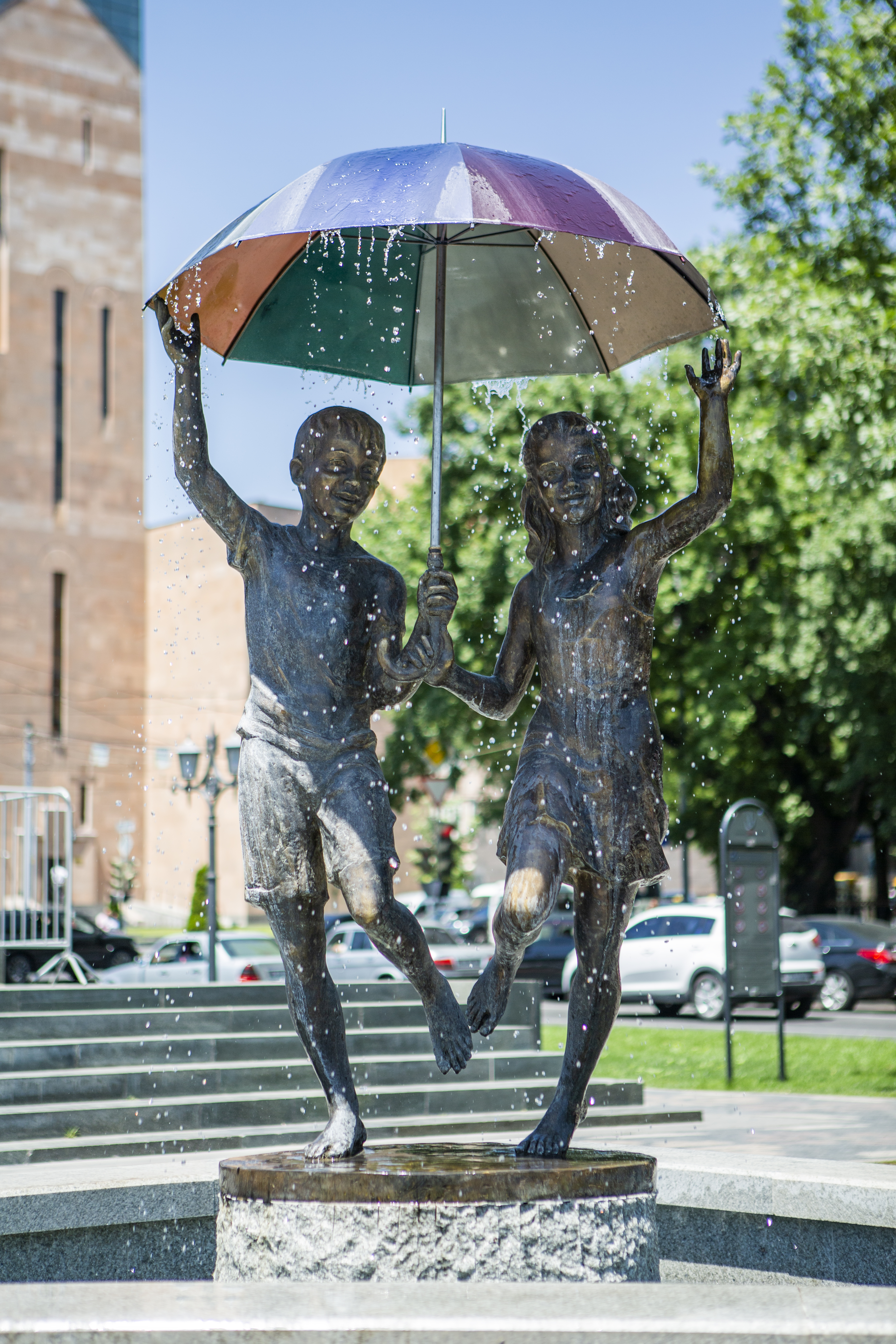
“Счастье”

## Интересные факты
- На территории парка имеются изготовленные специально для этого парка 76 скамеек, 62 мусорных урн, 126 уличных фонарных столбов с оригинальными дизайнами.

- Наибольшее количество видов деревьев, уличных фонарных столбов, мусорных урн и скамеек в расчете на 1 кв.м. в Армении находится в Парке 2800-летия Еревана[8].

- Орнаменты и алюминиевые узоры на гранитных поверхностях архитектурных элементов парка выполнены с имитацией элементов известных архитектурных сооружений, авторами которых являются Александр Таманян, Джим Торосян, Рафаел Исраелян, Степан Кюркчян и Марк Григорян.

- В парке для фонтанов установлен сенсор силы ветра, благодаря которому в зависимости от силы ветра, фонтан в форме арки выключается, а струи воды из других фонтанов уменьшаются во избежание разбрызгивания воды на посетителей[9].

- В парке установлен обелиск с символами крепости Эребуни и города Еревана, на котором размещена краткая информация о парке на 4 языках.
- Главным условием меценатов Микаела и Карена Варданянов, предъявленным мэрии Еревана были сохранение статуса парка как муниципальной собственности Еревана и запрет любой предпринимательской деятельности на его территории.

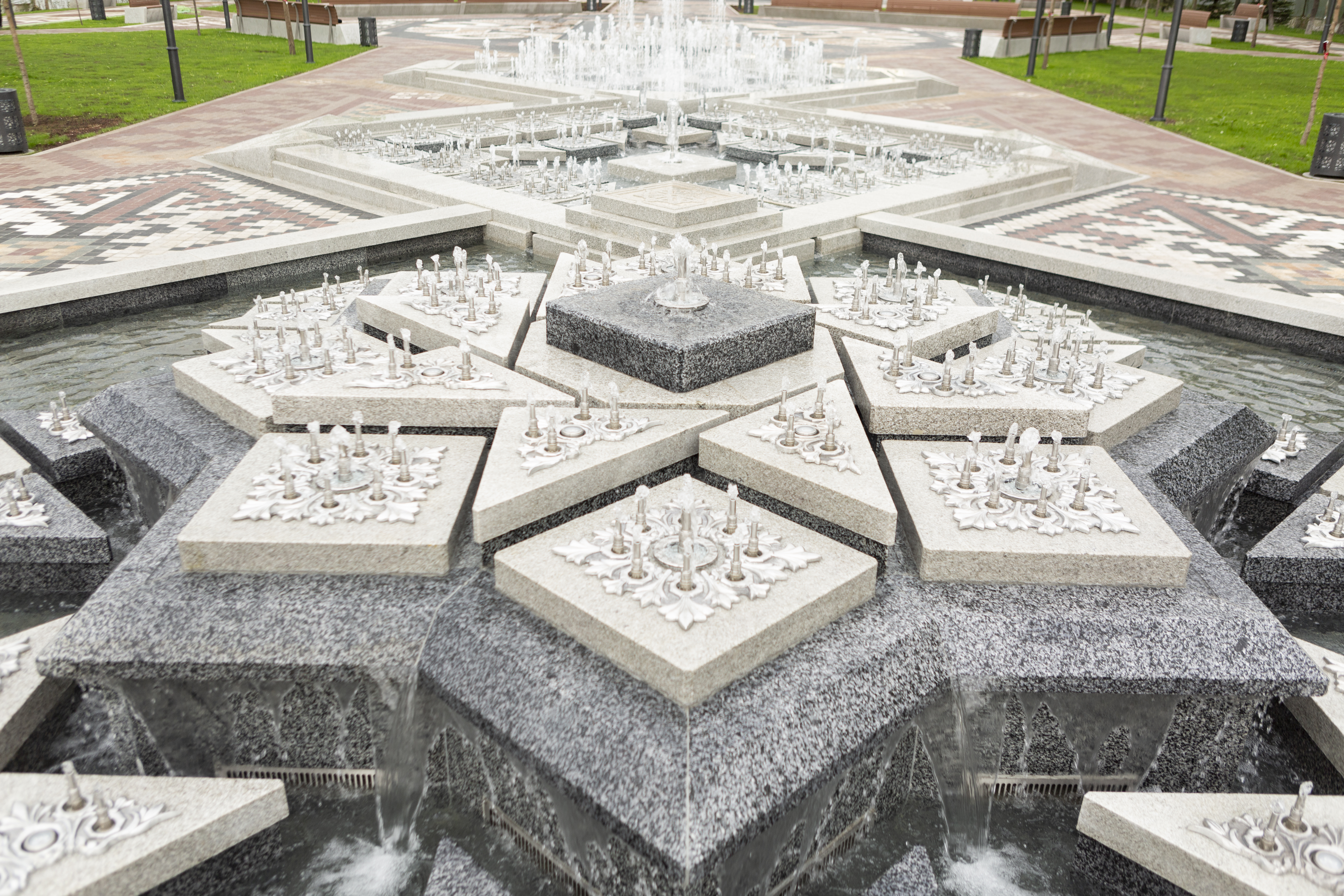
Алюминиевые узоры фонтанов
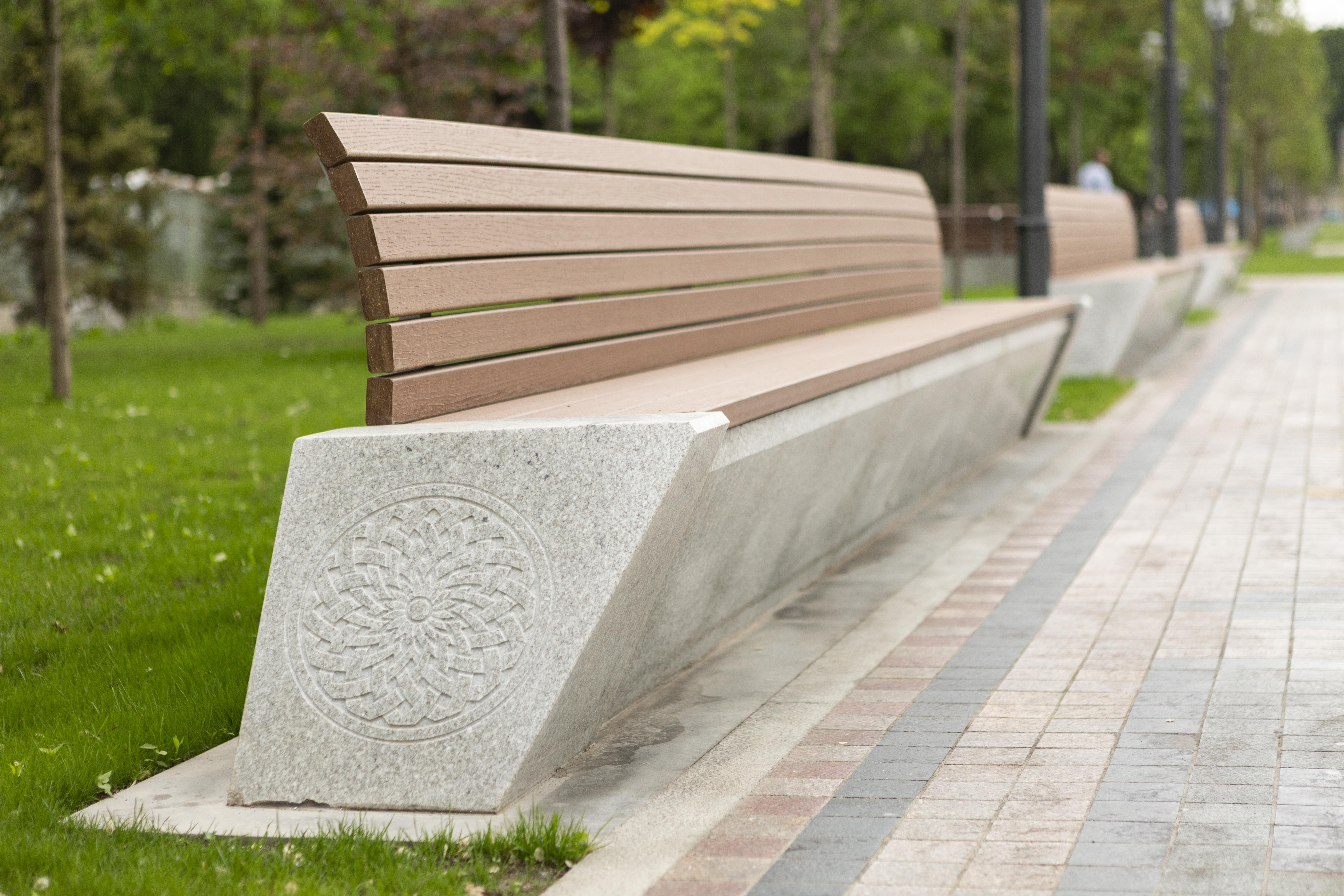
Скамейки, установленные на территории парка
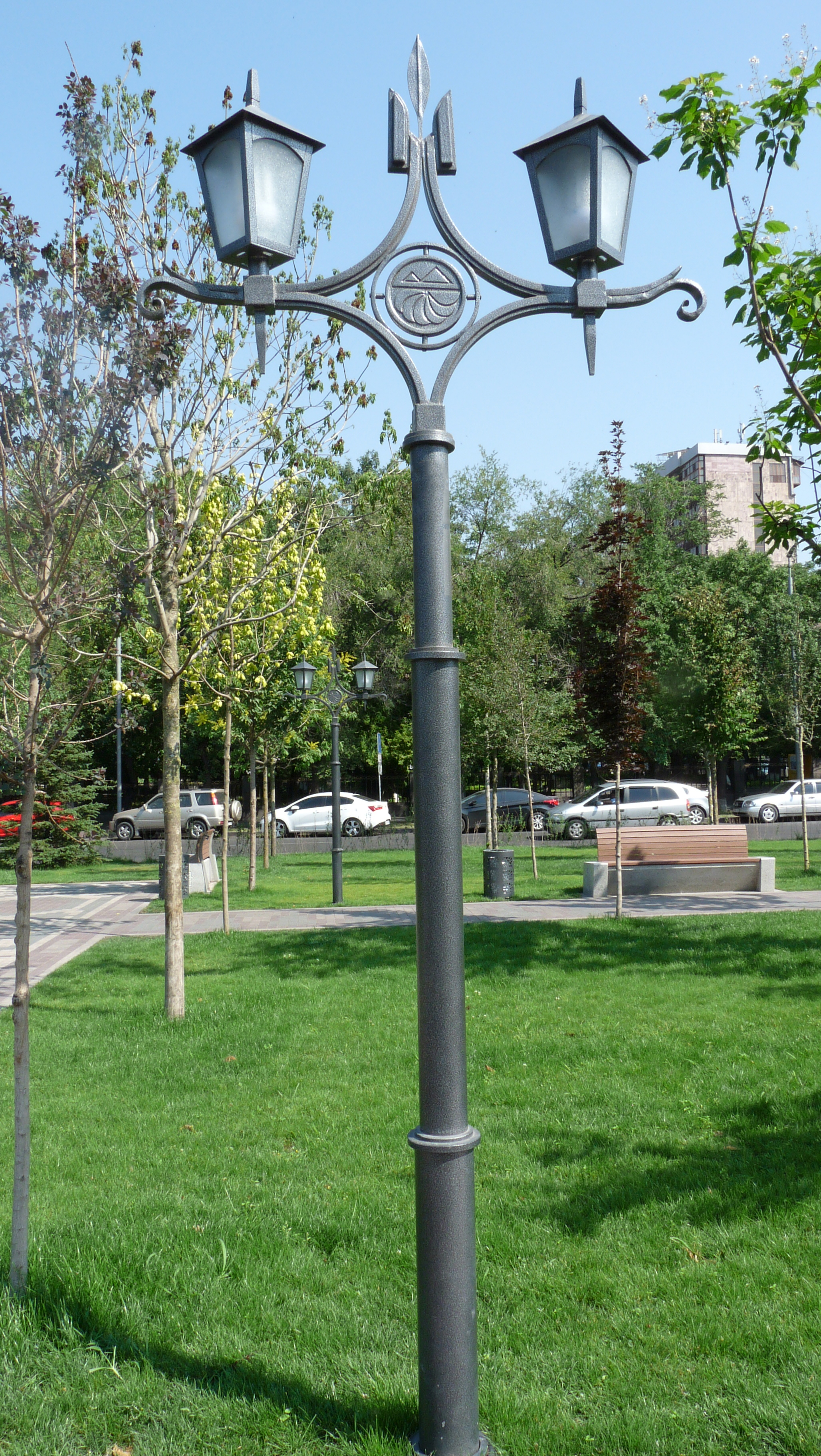
Осветительные столбы, установленные на территории парка